# Anıl Karaer
Anıl Karaer (* 4. Juli 1988 in Istanbul) ist ein türkischer Fußballspieler. Er ist der Sohn des ehemaligen Fußballers Sefer Karaer, der wie er der Jugendabteilung Galatasarays entstammte.

## Karriere
Karaer ist seit der Saison 2007/08 Profifußballspieler. Durch die Verpflichtung von Hakan Balta von Vestel Manisaspor gab Galatasaray Istanbul Anıl als Gegenleistung auf Leihbasis ab. Galatasaray hofft, dass der junge Abwehrspieler bei Manisa die Spielpraxis bekommt, die er bei den Rot-Gelben nur in geringem Maß erhalten kann.
Sein erstes Spiel absolvierte Anıl Karaer gegen Gençlerbirliği Ankara am 16. September 2007. In der Winterpause 2007/08 verlieh Galatasaray ihn an Çaykur Rizespor. Zur Saison 2008/09 ging er erneut auf Leihbasis zu einem Klub, dieses Mal zu MKE Ankaragücü. Im Sommer 2009 wechselte er zum Zweitligisten Adanaspor. Hier wurde er auf Anhieb Stammspieler und zum Saisonende Spieler im All-Star-Team der TFF 1. Lig.
In der Winterpause der Saison 2011/12 holte ihn der jetzige Trainer vom Erstligisten Kardemir Karabükspor, Bülent Korkmaz, ihn an seine neue Wirkungsstätte. Im Sommer 2013 wurde er für die Dauer einer Saison an den Zweitligisten Mersin İdman Yurdu ausgeliehen. Bei diesem Verein eroberte er sich auf Anhieb einen Stammplatz und absolvierte nahezu alle Pflichtspiele seines Teams. Mit diesem beendete er die Saison als Playoff-Sieger der TFF 1. Lig und erreichte so den direkten Wiederaufstieg in die Süper Lig.
Zur Saison 2014/15 wechselte Karaer zum Erstligisten Kayseri Erciyesspor und folgte damit dem Cheftrainer Bülent Korkmaz, mit dem er bereits bei Kardemir Karabükspor zusammengearbeitet hat. Bei diesem Verein etablierte er sich schnell als Stammspieler und Leistungsträger. Obwohl sein Verein am Saisonende den Klassenerhalt verfehlte, wurde die Saisonleistung Karaer von einigen Fachjournalisten hervorgehoben.
Nach dem Abstieg Erciyesspor verließ er diesen Verein und wechselte zum Erstligisten Eskişehirspor. Nachdem auch dieser Verein den Klassenerhalt zum Sommer 2016 verfehlt hatte, wechselte Karaer innerhalb der Süper Lig zu Kayserispor.
Nachdem er die Rückrunde der Saison 2016/17 beim Erstligisten Gençlerbirliği Ankara verbracht hatte, wechselte er im Sommer zum Stadt- und Ligarivalen Osmanlıspor FK.

## Erfolge und Titel
Mit Mersin İdman Yurdu
- Playoff-Sieger der TFF 1. Lig und Aufstieg in die Süper Lig: 2013/14